# نيك جونز
نيك جونز (بالإنجليزية: Nick Jones) هو لاعب كرة قدم أمريكية أمريكي، ولد في 5 يوليو 1985 في بودون في الولايات المتحدة.